# Mogno
Mogno è una frazione del comune svizzero di Lavizzara, nel Canton Ticino (distretto di Vallemaggia).

## Geografia fisica
Mogno è situato nella Valle Maggia, nella parte superiore della Valle Lavizzara dove scorre il fiume Maggia.

## Storia
Nel 1667 una valanga fece 33 vittime. Un'altra valanga nel 1986 distrusse l'antica chiesa e devastò svariate case nel villaggio, ma non vi furono feriti.
Già comune autonomo, nel 1936 è stato accorpato al comune di Fusio, il quale a sua volta il 4 aprile 2004 è stato accorpato agli altri comuni soppressi di Broglio, Brontallo, Menzonio, Peccia e Prato-Sornico per formare il comune di Lavizzara.

## Monumenti e luoghi d'interesse

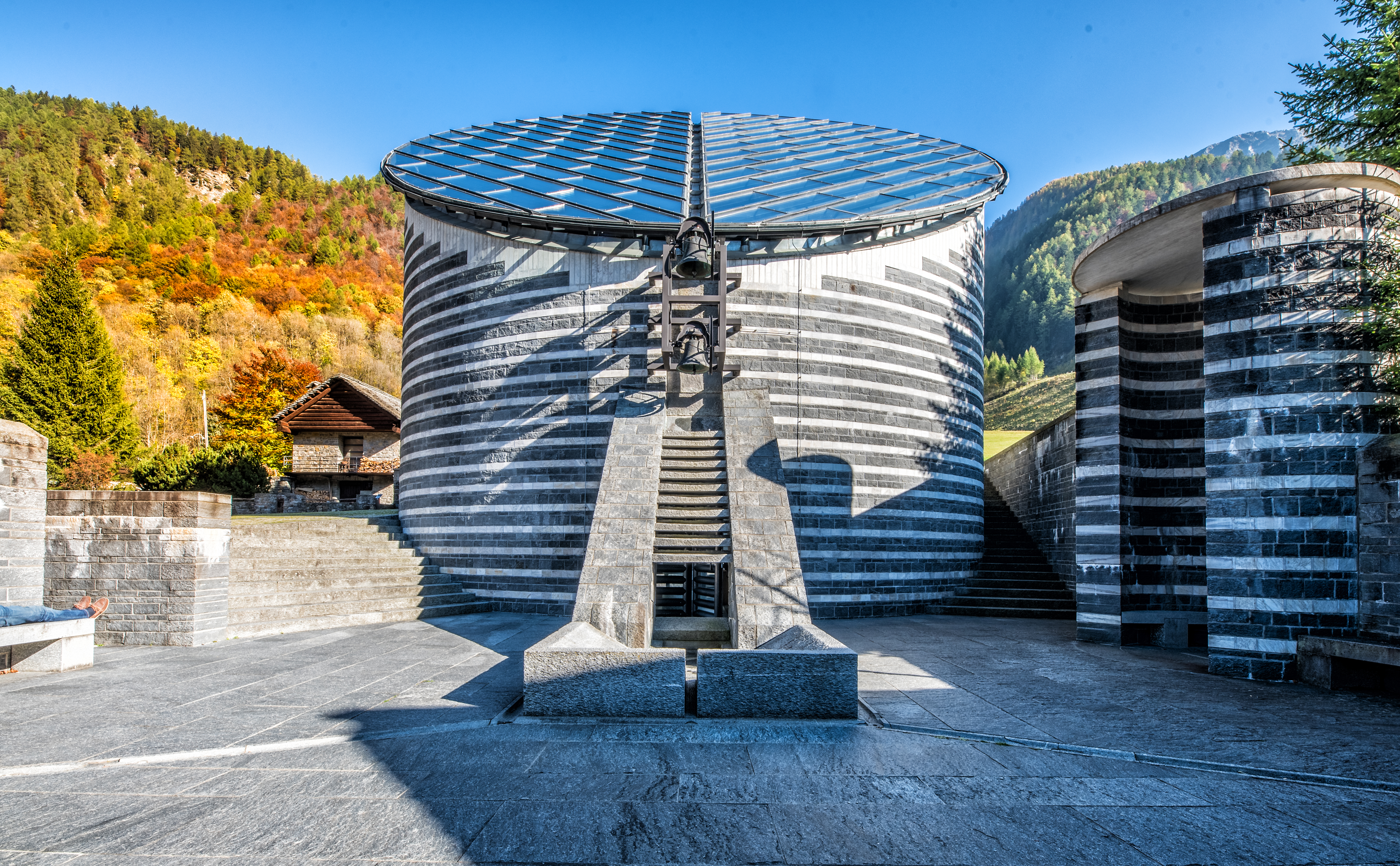
La chiesa di San Giovanni Battista

- Chiesa di San Giovanni Battista, progettata da Mario Botta ed eretta nel 1987-1997[2];
- Ossario cilindrico in conci bianchi e neri, ricavato nel muro primetrale del sagrato della chiesa di San Giovanni Battista;
- Case tipiche con basamento in pietra, alzato in legno e tetto in piode;
- Antica "torba", edificio per la conservazione dei cereali, nei pressi della chiesa[senza fonte];
- Mulino ad acqua[senza fonte].

## Società

### Evoluzione demografica
L'evoluzione demografica è riportata nella seguente tabella:
Abitanti censiti